# Podział administracyjny Republiki Zielonego Przylądka
| Wyspy Podwietrzne             | Wyspy Zawietrzne            |
| ----------------------------- | --------------------------- |
| 1. Tarrafal                   | 15. Boavista                |
| 2. São Miguel                 | 16. Sal                     |
| 3. São Salvador do Mundo      | 17. Ribeira Brava           |
| 4. Santa Cruz                 | 18. Tarrafal de São Nicolau |
| 5. São Domingos               | 19. São Vicente             |
| 6. Praia                      | 20. Porto Novo              |
| 7. Ribeira Grande de Santiago | 21. Ribeira Grande          |
| 8. São Lourenço dos Órgãos    | 22. Paul                    |
| 9. Santa Catarina             |                             |
| 10. Brava                     |                             |
| 11. São Filipe                |                             |
| 12. Santa Catarina do Fogo    |                             |
| 13. Mosteiros                 |                             |
| 14. Maio                      |                             |

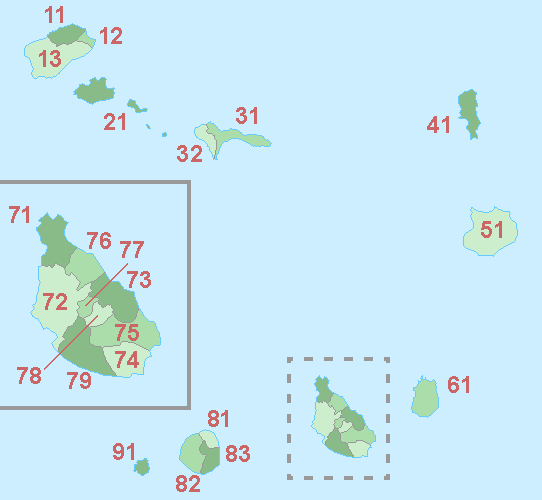

Republika Zielonego Przylądka od 2005 dzieli się na 22 jednostki administracyjne zwane concelho (l.mn. – concelhos), są to:
- Boa Vista
- Brava
- Maio
- Mosteiros
- Paúl
- Praia
- Porto Novo
- Ribeira Brava
- Ribeira Grande
- Ribeira Grande de Santiago
- Sal
- Santa Catarina
- Santa Catarina do Fogo
- Santa Cruz
- São Domingos
- São Filipe
- São Lourenço dos Órgãos
- São Miguel
- São Salvador do Mundo
- São Vicente
- Tarrafal
- Tarrafal de São Nicolau